# European Concert Hall Organisation
Die European Concert Hall Organisation ECHO ist ein Zusammenschluss von Konzerthäusern in Europa, die der Pflege der klassischen Musik und ihrer Vermittlung verpflichtet sind. Die Gründer waren Thomas Angyan (Musikverein Wien), Martijn Sanders (Concertgebouw Amsterdam) und Karsten Witt (Konzerthaus Wien). Die Gründung erfolgte 1989 in Amsterdam.
ECHO wird gefördert von der Europäischen Kommission.
Präsident ist Louwrens Langevoort. Sitz der Organisation ist Brüssel.
Die ECHO vergibt gemeinsame Kompositionsaufträge und fördert mit der Konzertreihe Rising Stars junge musikalische Eliten. Hierfür nominiert jedes ECHO-Konzerthaus jährlich einen jungen Solisten oder ein junges Ensemble für die Tournee durch die ECHO-Häuser. Der lebendige Kulturaustausch bildet einen Beitrag zur künstlerischen Gemeinschaft Europas.

## Mitglieder
- Amsterdam: Concertgebouw (Amsterdam)
- Athen: Megaron
- Baden-Baden: Festspielhaus Baden-Baden
- Barcelona: L’Auditori
- Birmingham: Town Hall & Symphony Hall
- Brüssel: Bozar / Palais des Beaux-Arts de Bruxelles
- Budapest: Művészetek Palotája
- Dortmund: Konzerthaus Dortmund
- Gateshead: The Sage Gateshead
- Hamburg: Elbphilharmonie
- Hamburg: Laeiszhalle
- Köln: Kölner Philharmonie
- London: Barbican Centre
- London: Southbank Centre Royal Festival Hall
- Luxemburg: Philharmonie Luxembourg
- Paris: Cité de la musique
- Paris: Salle Pleyel
- Paris: Théâtre des Champs-Élysées
- Stockholm: Konserthuset
- Wien: Wiener Konzerthaus
- Wien: Wiener Musikverein